# Punta Gutiérrez
Punta Gutiérrez (spanisch; in Argentinien Punta Maipú) ist eine vergleichsweise niedrige und komplett verschneite Landspitze am nördlichen Ende der Ostküste der Bryde-Insel vor der Danco-Küste des Grahamlands auf der Antarktischen Halbinsel. Sie markiert die östliche Begrenzung der Einfahrt vom Paradise Harbour in die Alvaro-Bucht.
Wissenschaftler der 5. Chilenischen Antarktisexpedition (1950–1951) benannten sie. Namensgeber ist Pedro Gutiérrez Forno (1920–2024), Ingenieur auf dem Schiff Lautaro bei dieser Forschungsreise. Der Hintergrund der argentinischen Benennung ist nicht überliefert. Wahrscheinlicher Namensgeber ist die Schlacht von Maipú.